# علاقة الدور بالإضاءة

رسم بياني لعلاقة دور نجوم متغيرة قيفاوية كلاسيكية في سحابة ماجلان بإضاءتها.

علاقة الدور بالإضاءة (بالإنجليزية: Period-luminosity relation)‏ هي علاقة رياضية تربط بين إضاءة النجوم المتغيرة النابضة مع دور نبضاتها، أكثرها شهرة العلاقة الطردية المستعملة لنجوم المتغيرات القيفاوية الكلاسيكية والتي تسمى أحيانا بقانون ليفيت، أكتشفت عام 1908 من قبل العالمة هينريتا سوان ليفيت، وضعت هذه العلاقة النجوم القيفاوية في خانة المقاييس الأساسية للمسافات ضمن وفوق المجرية، والنموذج الفيزيائي الذي يشرح قانون ليفيت للمتغيرات القيفاوية الكلاسيكية يسمى بآلية كابا [الإنجليزية].

## تاريخياً
بعد تخرج ليفيت من كلية رادكليف، عملت حاسبةً في مرصد كلية هارفرد الفلكي، مهمتها كانت فحص ألواح التصوير الضوئي الملتقطة بواسطة المرصد لأجل قياس وتصنيف سطوع النجوم، ثم أوكل إليها مدير المرصد إدوارد تشارلز بيكرينغ مهمة دراسة النجوم المتغيرة في سحابتي ماجلان الكبرى والصغرى بالإعتماد على ألواح التصوير الضوئي من مرصد بويدن [الإنجليزية] التابع لمرصد هارفرد في أريكيبا بالبيرو، قامت فيها بتشخيص 1777 نجم متغير في سحابتي ماجلان، صنفت 47 منهم كمتغيرات قيفاوية.
في عام 1908 نشرت النتائج في «سجلات كلية هارفرد للرصد الفلكي» يلاحظ فيها أن المتغيرات الأكثر سطوعاً تملك دور نبض أطول، إنطلاقاً من هذا بدأت ليفيت بالعمل على وضع علاقة بين دور النبضات الزمنية وسطوع النجوم مستعملةً 25 نجم متغير قيفاوي في سحابة ماجلان الصغرى كعّينة، وفي عام 1912، نشرت ورقة بحثية من توقيع وإرسال إدوارد بيكرينغ، لكن الجملة الأولى في الورقة كانت «من إعداد الأنسة ليفيت».

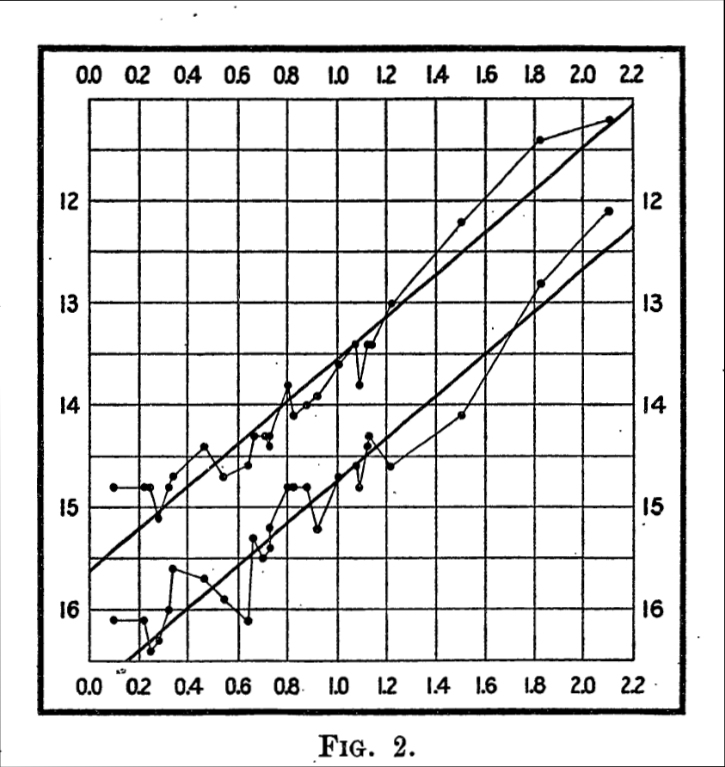
الرسم البياني الذي قدمته ليفيت في ورقتها البحثية المنشورة عام 1912، المحور الأفقي يمثل لوغاريتم الدور للنبضات، والمحور العمودي القدر الظاهري، استعملت فيه بيانات 25 نجم متغير قيفاوي.

في الورقة البحثية، رسمت ليفيت العلاقة بين أقدار النجوم ولوغاريتم الدور وذكرت بالنص:
«يمكن بسهولة رسم خط مستقيم بين كل من سلسلة النقاط التي تمثل القيم العظمى والصغرى، مما يدل على وجود علاقة بسيطة بين سطوع المتغيرات القيفاوية وفترتها.»
إعتمدت على فرض بسيط يقترح أن كافة النجوم تحت المراقبة تقع على نفس البعد تقريباً، مما يجعل القدر الظاهري لكل نجم يكافئ قدره المطلق في معامل ثابت يعتمد على المسافة، وفر هذا الفرض منطلق جيد لإثبات أن لوغاريتم الدور يمثل علاقة خطية مع لوغاريتم متوسط الإضاءة المرئية الداخلية للنجم (مقدار الطاقة التي يشعها النجم في مدى الطيف المرئي)، لكن ظهر عندها معامل مجهول في العلاقة لكون بُعد ساحبة ماجلان كان مجهولاً، وعَبّرت ليفيت عن أملها في أن يتم حساب المسافة باختلاف المنظر لبعض القيفاويات.
بعد عام واحد من نشرها نتائجها، إينار هرتسبرونغ تمكن من تحديد مسافات عدد من القيفاويات في مجرة درب التبانة، ومن خلالها عُويِرَت علاقة الدور بالإضاءة من ثم حساب مسافة أي متغير قيفاوي.
وفي عام 1918 استخدم هارلو شابلي هذه العلاقة للتحقيق في أبعاد بعض العناقيد الكروية، والأقدار المطلقة لبعض النجوم المتغيرة التي وجدت فيها، في ذلك الوقت كان من الصعب ملاحظة وجود تناقض في العلاقة يعتمد على نوع المتغيرات النابضة التي سميت جميعها في ذلك الوقت بالقيفاويات، هذا التناقض تم تأكيده عام 1931 في دراسة أجراها العالم إدوين هابل على العناقيد الكروية حول مجرة المرأة المسلسلة، لكن لم يتم إيجاد حل له حتى خمسينيات القرن الماضي عندما تبين أن قيفاويات الجمهرة الثانية كان لها سطوع أخفت بشكل نظامي من قيفاويات الجمهرة الأولى، بينما متغيرات القيثارة كانت أكثر خفوتاً، مما يعني أن العلاقة ستكون مختلفة حسب نوع النجوم.

## العلاقة
هذه العلاقة معروفة بشكل جيد وتستعمل لأكثر من نوع من النجوم النابضة المتغيرة منها: قيفاويات النوع الأول، قيفاويات النوع الثاني، متغيرات القيثارة، متغيرات ميرا، والنجوم المتغيرة طويلة الدور.

### القيفاويات الكلاسيكية

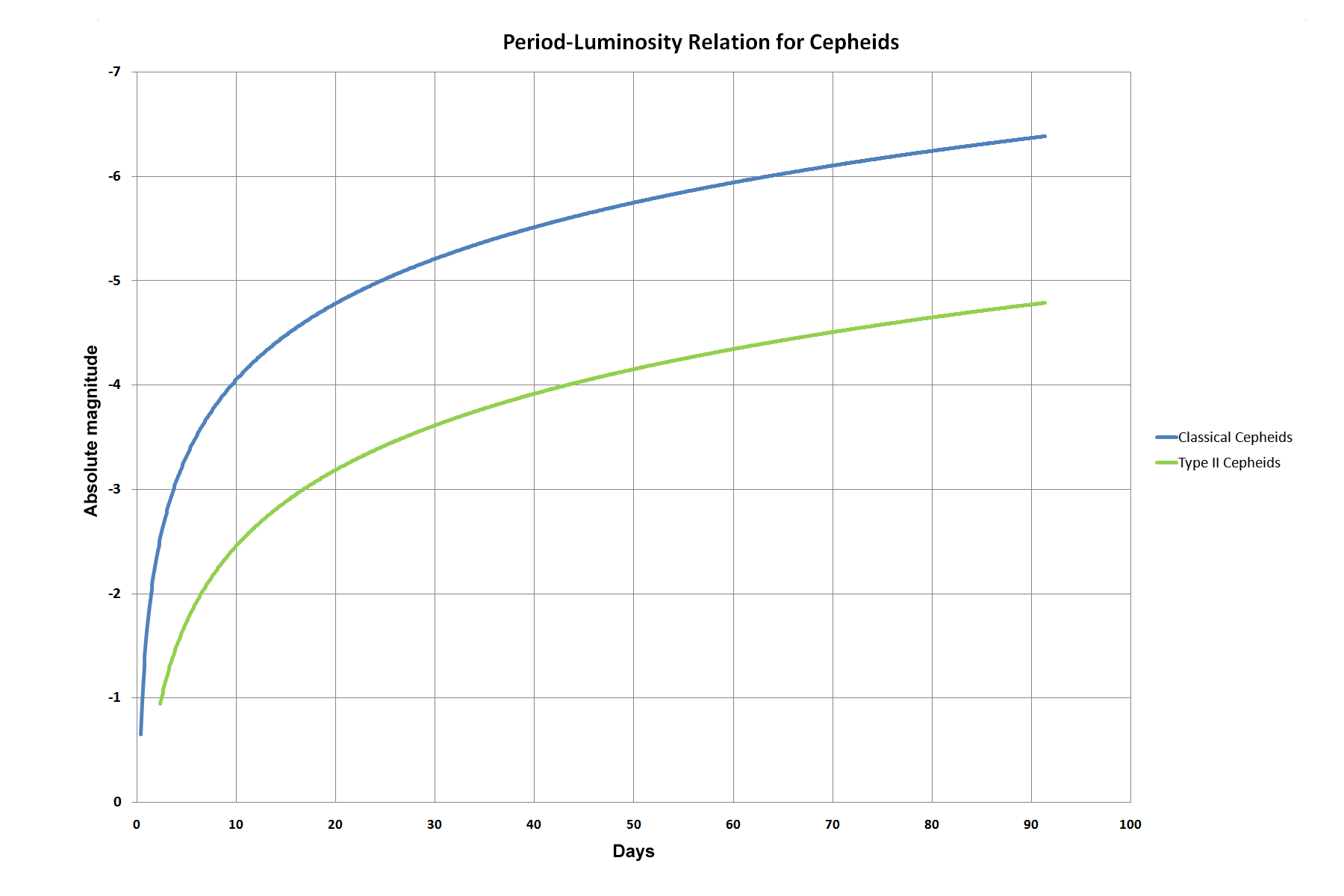
تمثيل بياني لما ستبدو عليه شكل علاقة دور المتغيرات القيفاوية الكلاسيكية بإضاءتها.

تمت معايرة معادلة الدور والإضاءة للمتغيرات القيفاوية الكلاسيكية من قبل عدد كبير من الفلكين منذ القرن العشرين، بداية من إينار هرتسبرونغ.
شكّلت معايرة العلاقة مشكلة؛ ففي عام 2007 نشرت معايرة مجرية من قبل بينيدكت وآخرون عن طريق إختلاف المنظر لتسعة نجوم قيفاوية قريبة باستعمال تلسكوب هابل، وفي عام 2008 أيضًا العلماء في وكالة الفضاء الأوروبية تمكنوا من تقدير المسافة إلى النجم القيفاوي أر أس بابيس بنسبة خطأ تبلغ 1% باستخدام الصدى الضوئي من السديم المحيط به، ولازالت النتائج الأخيرة محل نقاش في الأوساط العلمية.
العلاقة التالية بين الدور للنجوم القيفاوية من الجمهرة الأولى ({\displaystyle P})، ومتوسط أقدارها المطلقة ({\displaystyle M_{v}}) وضعت بعد حساب إختلاف المنظر لتسعة نجوم قيفاوية قريبة باستخدام مرصد هابل.
{\displaystyle M_{\mathrm {v} }=(-2.43\pm 0.12)\left(\log _{10}P-1\right)-(4.05\pm 0.02)\,}
({\displaystyle P}) تقاس بالأيام، تستخدم هذه العلاقة أيضاً لحساب بُعد هذه النجوم.

## التأثير

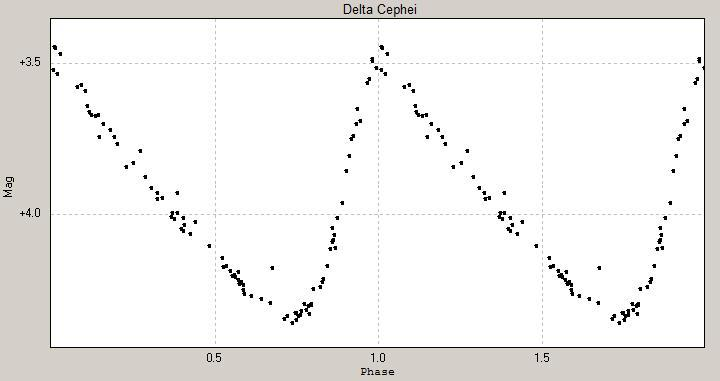
المنحنى الضوئي لنجم دلتا قيفاوس، يُظهر بوضوع عدم التناظر في شكل النبضات، تبدأ بزيادة سريعة في السطوع وصولاً إلى الذروة ثم يتبعها هبوط بطيء وتستمر بنفس المنوال بشكل منتظم جداً.

القيفاوية الكلاسيكية المعروفة أيضًا بقيفاويات الجمهرة الأولى، نجوم نابضة تنبض بمعدل مستقر جداً يتراوح بين عدة أيام إلى أشهر، أكتشفت المتغيرات القيفاوية عام 1784 من قبل إدوارد بيغوت [الإنجليزية] بعد ملاحظته لأول مرة أن سطوع نجم إيتا العقاب [الإنجليزية] يتغير بشكل نبضي، بعد أشهر قليلة لاحظ العالم جون غودريك نبضات سطوع نجم دلتا قيفاوس ومنه أخذت تسمية هذا النوع من النجوم المتغيرة، أغلب القيفاويات يتم التعرف عليها من خلال المنحنى الضوئي الخاص بها والذي يظهر زيادة سريعة في السطوع وصولاً إلى القيمة القصوى له ثم يتبعه هبوط بطيء.
نجوم القيفاويات الكلاسيكية تملك كتل تتراوح بين 4 إلى 20 ضعف كتلة شمسية وإضاءة أكبر بـ 100،000 مرة، تصنف هذه القيفاويات على أنها عمالقة ساطعة صفراء أو نجوم فائقة العملقة ومراتبها الطيفية تتراوح بين (F6 و K2)، كما أن نصف قطر النجم من هذا النوع يتغير بنسبة 10% خلال دورة النبضة الواحدة.
دراسة ليفيت على قيفاويات سحابتي ماجلان أدى إلى إستنتاج علاقة بين إضاءة المتغيرات القيفاوية ودور النبضات (تردد النبض)، هذا الإكتشاف قاد العلماء إلى الإمساك بأول «شمعة قياسية» يمكن إستخدامها لقياس المسافات في الكون على مستوى المجرة، بل وعلى مستوى أبعد من المجرة بعد أن تم تشخيص عدد من القيفاويات في مجرات أخرى، مثل مجرة المرأة المسلسلة، لتستعمل هذه النجوم كأحد الأدلة المهمة على أن ما تمت تسميته سابقاً «السدم الحلزونية» هي في الحقيقة مجرات أخرى خارج مجرتنا درب التبانة، إكتشاف المجرات الجديدة أعطى تصوراً جديداً عن الكون ومثّل بداية التحول في علم الكونيات، وكما أزاح هارلو شابلي الشمس عن كونها مركز المجرة في المناظرة الكبرى عام 1920، قام إدوين هابل بإزاحة مجرتنا درب التبانة عن مركز الكون.
وجود قانون يتيح قياس المسافات بين المجرية أزدل الستار عن حقبة جديدة في علم الفضاء الحديث تمثلت بفهم بنية الكون ومقاييسه، كما مهد هذا لإكتشاف تمدد الكون من قبل جورج لومتر وإدوين هابل.

## طالع أيضًا
- HR 6819
- متغير قيفاوي
- متغير قيفاوي كلاسيكي
- متغير قيفاوي النوع الثاني
- متغيرات (RR) القيثارة
- نجم متغير طويل الدور
- نجم متغير شبه منتظم